# エラトステネス (小惑星)
エラトステネス (3251 Eratosthenes) は小惑星帯に位置する小惑星。パロマー天文台のトム・ゲーレルスとライデン天文台のファン・ハウテン夫妻が発見した。
紀元前3世紀のエジプトで活躍したギリシャ人の学者エラトステネスから命名された。